# Färbeversuch (Hydrogeologie)

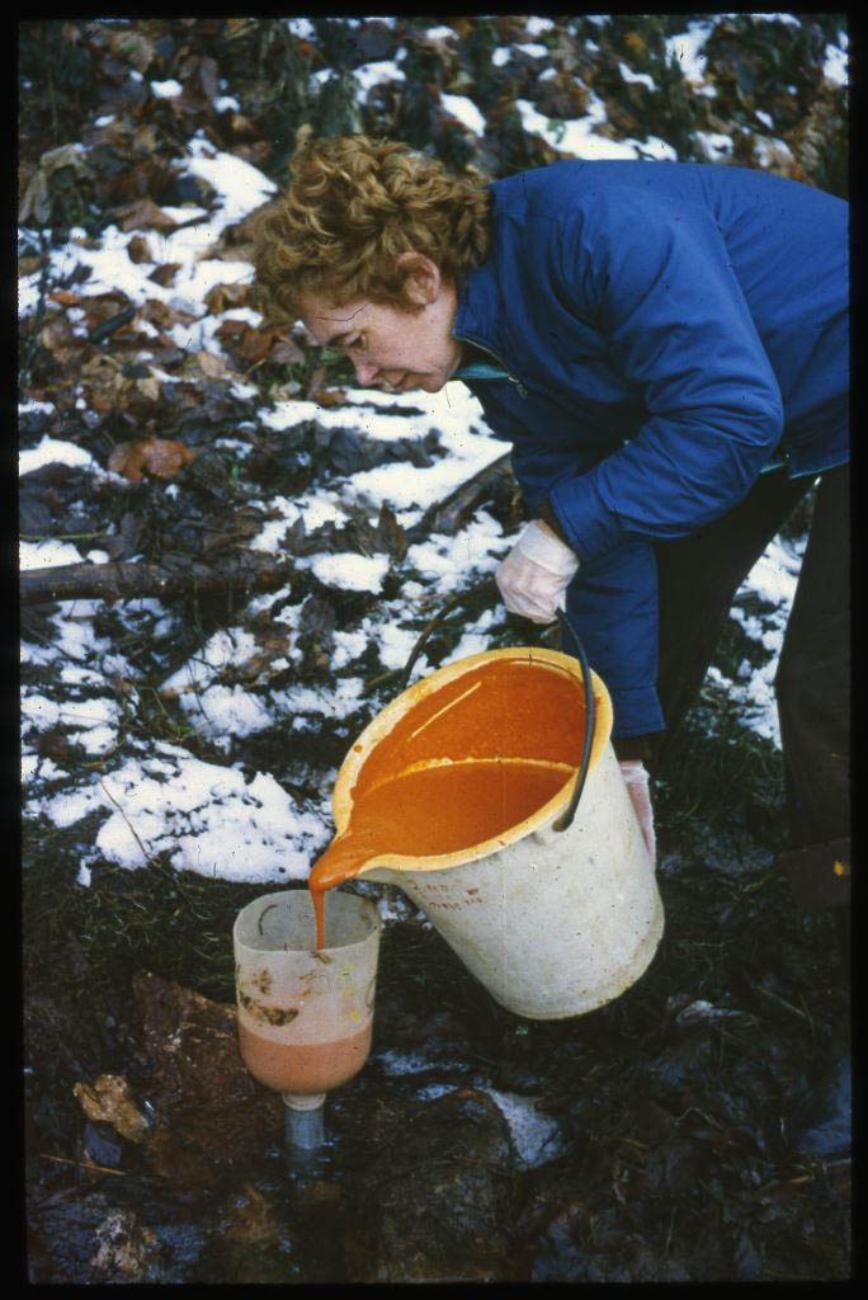
Markierungsversuch an der Donauversickerung, Eingabe von acridinorangen-fluoreszierenden Bärlappsporen (Foto: Werner Käß, 1978)

Ein Färbeversuch ist in der Hydrogeologie das gezielte Einbringen einer chemischen Substanz zu dem Zweck, den Verlauf einer unterirdischen Entwässerung zu bestimmen. Bei genügend dichter Anordnung der Versickerungsstellen kann damit das Einzugsgebiet einer Quelle beziehungsweise die Lage der Wasserscheiden bestimmt werden. Unterirdische Entwässerung ist ein wesentliches Kennzeichen von Karstgebieten, so dass Färbeversuche oft zu den Methoden der Speläologie gezählt werden.
Färbeversuche heißen im Englischen dye tracing; dieser Begriff wird auch in der deutschen Fachliteratur synonym verwendet. Die eingebrachte Substanz wird entsprechend als Tracer bezeichnet.
Ursprünglich wurden als Tracer tatsächliche Farbstoffe verwendet, deren Erscheinen an einer Quelle visuell wahrgenommen werden kann. Heutzutage werden aber vielfach unsichtbare Substanzen verwendet und auf chemischem Weg nachgewiesen. Diese oftmals preiswerteren Mittel sind ungefährlich und für Menschen nicht wahrnehmbar, ihr Auftreten kann mit elektronischen Sensoren vollautomatisch festgestellt werden. Dennoch spricht man weiterhin vom Färbeversuch, auch wenn keine eigentliche Färbung erfolgt.
Bei der Verwendung von Salzen spricht man auch von Salzungsversuchen.

## Geschichte
Im Jahre 1877 wies der Geologe Adolf Knop von der Technischen Hochschule Karlsruhe mittels Färbeversuch (Uranin) nach, dass das Wasser der Donauversinkung den Aachtopf speist.

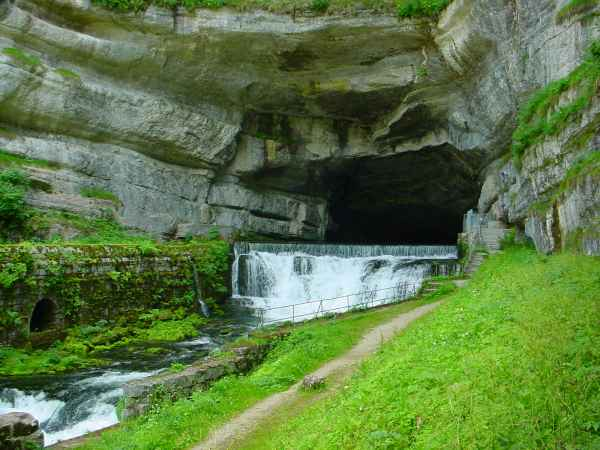
Karstquelle der Loue

Ein unfreiwilliger Färbeversuch fand im Jahr 1901 statt, als bei einem Brand auf dem Gelände des Unternehmens Pernod in Pontarlier im französischen Jura das Feuer auf das Absinth-Lager überzugreifen drohte. Um einen Brand des Alkohols und die damit verbundene Explosionsgefahr zu vermeiden, öffnete ein Angestellter die Fässer, worauf eine Million Liter des hochprozentigen Absinths in den Doubs floss, dessen Wasser infolge des Louche-Effekts milchig wurde und den typischen Anisgeruch verströmte. Zwei Tage darauf trat an der 15 Kilometer entfernten Quelle der Loue das gleiche milchige Wasser aus. Demnach müssen im Flussbett des Doubs Schlucklöcher vorliegen, die einen Teil des Flusswassers ableiten und unterirdisch die Louequelle speisen.
Neun Jahre später wiederholte der Höhlenforscher Édouard Alfred Martel den Versuch, indem er einen fluoreszierenden Farbstoff in ein Schluckloch im Bett des Doubs eingab. Nach 64 Stunden erreichte der Farbstoff die Quelle der Loue.

## Vorgehensweise
Um den Weg des Wassers zu bestimmen, muss der Versuch exakt geplant werden. Es wird ein geeigneter Tracer gewählt und alle in Frage kommenden Wiederaustrittsstellen mit entsprechenden Messvorrichtungen ausgestattet. Dann wird eine größere Menge Wasser mit dem verdünnten Tracer an der Versickerungsstelle freigesetzt und die Messpunkte überwacht. Die Messdauer kann sehr unterschiedlich sein, liegt aber typischerweise unter einer Woche. Es werden mehrere Einzelmessungen zu Messreihen zusammengefasst, um neben der Bestimmung der Fließwege und Fließgeschwindigkeiten auch die qualitative und quantitative Schadstoffwegsamkeit bestimmen zu können. Dazu muss zusätzlich die Schüttung gemessen werden.
Die Markierung erfolgt sinnvollerweise mit Substanzen, die in der Natur nicht vorkommen, zumindest nicht im Untersuchungsgebiet. Sie müssen grundsätzlich unschädlich sein, gut mit dem Grundwasserstrom verbreitet werden und auch bei starker Verdünnung quantitativ nachweisbar sein.
Als Tracer werden folgende Stoffe verwendet:
- Fluoreszenzfarbstoffe: Uranin, Eosin, Rhodamine
- Gut detektierbare Salze: Natriumbromid, Natriumchlorid, Kalisalz, Borax
- Radionuklide: 3H, 51Cr
- Spezielle Triftkörper: Bärlappsporen, fluoreszierende Kunststoffpartikel

Ein wichtiger Teil der Planung sind auch die notwendigen Genehmigungen. Karstgebiete sind in der Regel Grundwasserschutzgebiete, deshalb müssen alle derartigen Versuche angemeldet und/oder genehmigt werden. Ansprechpartner sind die betroffenen Kommunen sowie die Naturschutzbehörden.